# Бати Монсалеон
Бати Монсалеон (фр. Bâtie-Montsaléon) насеље је и општина у Француској у региону Прованса-Алпи-Азурна обала, у департману Горњи Алпи која припада префектури Гап.
По подацима из 2011. године у општини је живело 215 становника, а густина насељености је износила 14,26 становника/km². Општина се простире на површини од 15,08 km². Налази се на средњој надморској висини од 760 метара (максималној 1.431 m, а минималној 671 m).

## Демографија
| 1962. | 1968. | 1975. | 1982. | 1990. | 1999. | 2011. |
| ----- | ----- | ----- | ----- | ----- | ----- | ----- |
| 114   | 134   | 132   | 134   | 137   | 136   | 215   |

График промене броја становника у току последњих година